# Sint-Willehaduskerk (Emmer-Compascuum)
De Sint-Willehaduskerk  is een kerkgebouw in  de buurtschap Munsterscheveld in Emmer-Compascuum die is gewijd aan de  heilige Willehad. 

## Geschiedenis
De eerste Willehaduskerk werd ingewijd in 1889, maar vanwege de toestroom van parochianen werd de kerk al binnen 35 jaar vervangen. De huidige kerk werd in 1924 ingewijd, en werd gebouwd op de funderingen van de vroegere kerk. De kerk is een ontwerp van de architect Herman Kroes uit Amersfoort, en is  rijksmonument. Het gebouw heeft neoromaanse invloeden.

## Werkzaamheden aan de kerk
In 1949 is de pastorie verbouwd naar ontwerp van H.J. Backx. Het interieur voldeed echter niet aan de wensen van Pastoor Egberts, die het interieur wijzigde in 1956. H.J. Backx heeft ook de bidkapel van 1959 ontworpen. De inrichting leidde namelijk de aandacht af van de kern van het geloof. In 1972 werd er veel schade veroorzaakt aan bomen en huizen door een zware najaarsstorm met windstoten van 160 km per uur. Het dak van de kerk en de bomen rondom kregen het zwaar te verduren. Het dak werd vervolgens gerepareerd, maar met goedkopere singlets belegd in plaats van met leien. Echter bleken het dak van de toren van de kerk meer schade van de storm te hebben geleden, dan men dacht. Steeds frequenter waaiden er leien van het dak af. Er werd gedacht dat de oude leien (overgebleven na de reparatie van het kerkdak) wel zouden volstaan, maar dit bleek geen goede oplossing, de loslatende leien veroorzaakten levensgevaarlijke situaties. De eerste klachten waren al in 1974, maar het duurde tot 1980 voordat de toren van de kerk in steigers werd gezet om te worden gerepareerd. Helaas ontstond er weer grote schade aan het dak in 1990, toen er zich opnieuw een grote storm voordeed. 
Op 24 augustus 1992 begon men met het restaureren van de kerk en rond 1995 was het binnenschilderwerk gebeurd, het plafond vervangen en de glas-in-loodramen gerestaureerd.